# Burg Bucheneck
Die Burg Bucheneck (französisch: Château du Bucheneck) ist eine ehemalige Wasserburg bei Soultz-Haut-Rhin (dt.: Sulz) im Elsass. Sie steht als Monument historique unter Denkmalschutz.

## Geschichte
Der Bischof von Straßburg ließ Anfang des 13. Jahrhunderts im Norden von Soultz (seit 1079 Eigentum des Straßburger Bischofs) anstelle eines Herrenhauses eine kleine Burg errichten. 1249 wurde Soultz zur Stadt erhoben und Sitz des bischöflichen Vogts. Ab 1251 war die Burg Lehensgut und wurde in diesem Zusammenhang erstmals urkundlich erwähnt. Lehnsherren waren die Herren zu Pfaffenheim. Aber schon 1289 gelangte sie in den Besitz des Bischofs zurück. Der ließ die Burg befestigten, um die nördlichen Vororte von Soultz schützen zu können. Im 16. Jahrhundert wurde die Burg umgestaltet. Im Dreißigjährigen Krieg wurde sie bei Plünderungen der Stadt durch die Truppen von Maximilian I. schwer beschädigt und erst Anfang des 18. Jahrhunderts saniert, obwohl Bischof Armand I. Gaston Maximilien de Rohan-Soubise 1719 beschlossen hatte, die Burg niederzulegen.
Die Französische Revolution beendete die Herrschaft der Bischöfe über die Stadt Soultz. Damit war auch das Ende der Burg als Dienstsitz des Vogtes gekommen. In das Gebäude zogen Werkstätten ein. Noch Anfang des 20. Jahrhunderts war in der Burg eine Fabrik untergebracht. 1969 funktionierte man das Gebäude zum Wohnhaus um. 1976 kaufte die Stadt die Burg und begann im folgenden Jahr, das Gebäude zu restaurieren. Seit 1990 ist es Sitz des Stadtmuseums. 

## Architektur
Die Burg war ursprünglich von einem annähernd kreisförmigen Wassergraben umgeben. Zusätzlich war das Anwesen von einer Befestigungsmauer geschützt. Das Hauptgebäude der Burg ist ein dreigeschossiger Bau aus Bruchsandstein mit Segmentbogenfenstern im Erdgeschoss und hochrechteckigen Fenstern in den Obergeschossen. Stützmauern tragen das Erdgeschoss, ein steiles Krüppelwalmdach deckt den Baukörper. Man betritt das Gebäude über ein Rundbogenportal auf der Rückseite des hoch aus dem Erdboden ragenden Untergeschosses. Im Erdgeschoss befindet sich ein großer Saal. In den beiden Obergeschossen befinden sich kleinere Zimmer, darüber zwei Dachgeschosse. 
Im Nordwesten wurde ein schmaler Anbau mit einer Fachwerkgalerie im Obergeschoss errichtet. In der Ecke zwischen Anbau und Haupthaus wurde im 16. Jahrhundert ein polygonaler Treppenturm angebaut. In ihm sitzt ein Renaissanceportal mit Figurenschmuck und Kielbogen. Darüber sitzt ein Wappenfeld mit dem bischöflichen Wappen. An den Anbau schließt sich noch ein viertelkreisförmiges Gebäude an, das aus dem 19. Jahrhundert stammt, aber wohl eine ältere Außenmauer nutzte.